# Serrat de la Malla
El Serrat de la Malla és una muntanya de 403 metres que es troba al municipi d'Artés, a la comarca catalana del Bages.